# シチ公国
シチ公国（ロシア語: Сицкое княжество）はシチ川中流域を所領とした分領公国である。
シチ公国は1408年にモロガ公国から分離して成立した。初代シチ公はモロガ公フョードルの次男セミョーンであった。このシチ公国の分離は、モロガ公フョードル死後の分割相続によるものであり、同時に、シチ川下流にはプロゾロフ公国が成立している。シチ公国の領域はシチ川中流域の、かつてヤロスラヴリ公国に属していた地域であり、その規模は小規模なものだった。なお、シチ川上流域はウグリチ公国の領土となっていた。
シチ公国はセミョーンの子ボリス（子は残さず）やピョートル、ピョートルの子フョードル(ru)へと相続されていったが、フョードルの代には、シチ公家はモスクワ大公（フョードルの場合はイヴァン3世・ヴァシリー3世）に仕える勤務公(ru)となっていた。ただしフョードルはシチ川岸に世襲領（ヴォチナ）を認められており、16 - 17世紀までは、モスクワ大公国の勤務公として、シチ公（シチスキー家）(ru)の継承者に関する言及が見られる。
18 - 19世紀の研究には、シチ公国の領土にシチカル(ru)と呼ばれる民族的集団が居住していたとする説があった。おそらく、シチ公国の歴史と何らかの関連があると考えられるが、この民族的集団の起源は不明である。